# Brancepeth Castle
Brancepeth Castle är ett slott i Storbritannien.   Det ligger i kommunen Durham i riksdelen England, i den centrala delen av landet, 400 km norr om huvudstaden London. Brancepeth Castle ligger 108 meter över havet.
Terrängen runt Brancepeth Castle är lite kuperad, och sluttar österut. Runt Brancepeth Castle är det tätbefolkat, med 257 invånare per kvadratkilometer. Närmaste större samhälle är Durham, 6,9 km nordost om Brancepeth Castle. Trakten runt Brancepeth Castle består i huvudsak av gräsmarker.